# 戈利齊諾
戈利齊諾 （俄语：Голи́цыно）是俄羅斯莫斯科州西部的一個城市。位於莫斯科以西40公里。2024年人口22,861人。
1872年開埠。2004年設市。
莫斯科– 明斯克鐵路有一個同名火車站在戈利齊諾